# Bezzia acanthodes
Bezzia acanthodes är en tvåvingeart som beskrevs av John William Scott Macfie 1940. Bezzia acanthodes ingår i släktet Bezzia och familjen svidknott. Inga underarter finns listade i Catalogue of Life.